# Artur Chwedczuk
Artur Chwedczuk (ur. 14 grudnia 1968 w Białej Podlaskiej) – polski piłkarz występujący na pozycji pomocnika.

## Życiorys
Pochodzi z Białej Podlaskiej i jako junior grał w lokalnych klubach – AZS AWF i Podlasiu. W 1985 roku został juniorem Pogoni Szczecin. W roku 1986  był piłkarzem drużyny juniorów starszych, która pod wodzą Włodzimierza Obsta zdobyła mistrzostwo Polski.
W 1987 roku został włączony do pierwszej kadry Pogoni. W I lidze zadebiutował 8 marca w przegranym 1:4 spotkaniu ze Śląskiem Wrocław. W sezonie 1986/1987 zdobył z Pogonią wicemistrzostwo Polski, jednak już dwa lata później spadł z ligi. Ogółem w barwach Pogoni wystąpił w 41 spotkaniach w I lidze. Po spadku rozegrał jeszcze dwa sezony w II lidze. W 1991 roku wskutek wielokrotnych kontuzji zakończył karierę.
Występował w reprezentacji Polski U-21. W marcu 1989 roku pod naciskiem trenera kadry Bogusława Hajdasa użyczył swój paszport Dariuszowi Sajdakowi, aby ten mógł pojechać na mecz z Austrią. Po ujawnieniu nieprawidłowości Hajdas został zwolniony z funkcji.
Pracuje w Akademii Piłkarskiej Pogoń Szczecin jako trener.

## Statystyki ligowe
| Sezon     | Klub           | Liga    | Mecze | Gole |
| --------- | -------------- | ------- | ----- | ---- |
| 1986/1987 | Pogoń Szczecin | I liga  | 4     | 0    |
| 1987/1988 | Pogoń Szczecin | I liga  | 15    | 1    |
| 1988/1989 | Pogoń Szczecin | I liga  | 22    | 0    |
| 1989/1990 | Pogoń Szczecin | II liga | 19    | 0    |
| 1990/1991 | Pogoń Szczecin | II liga | 1     | 0    |